# Abdij van Saint-Germer-de-Fly

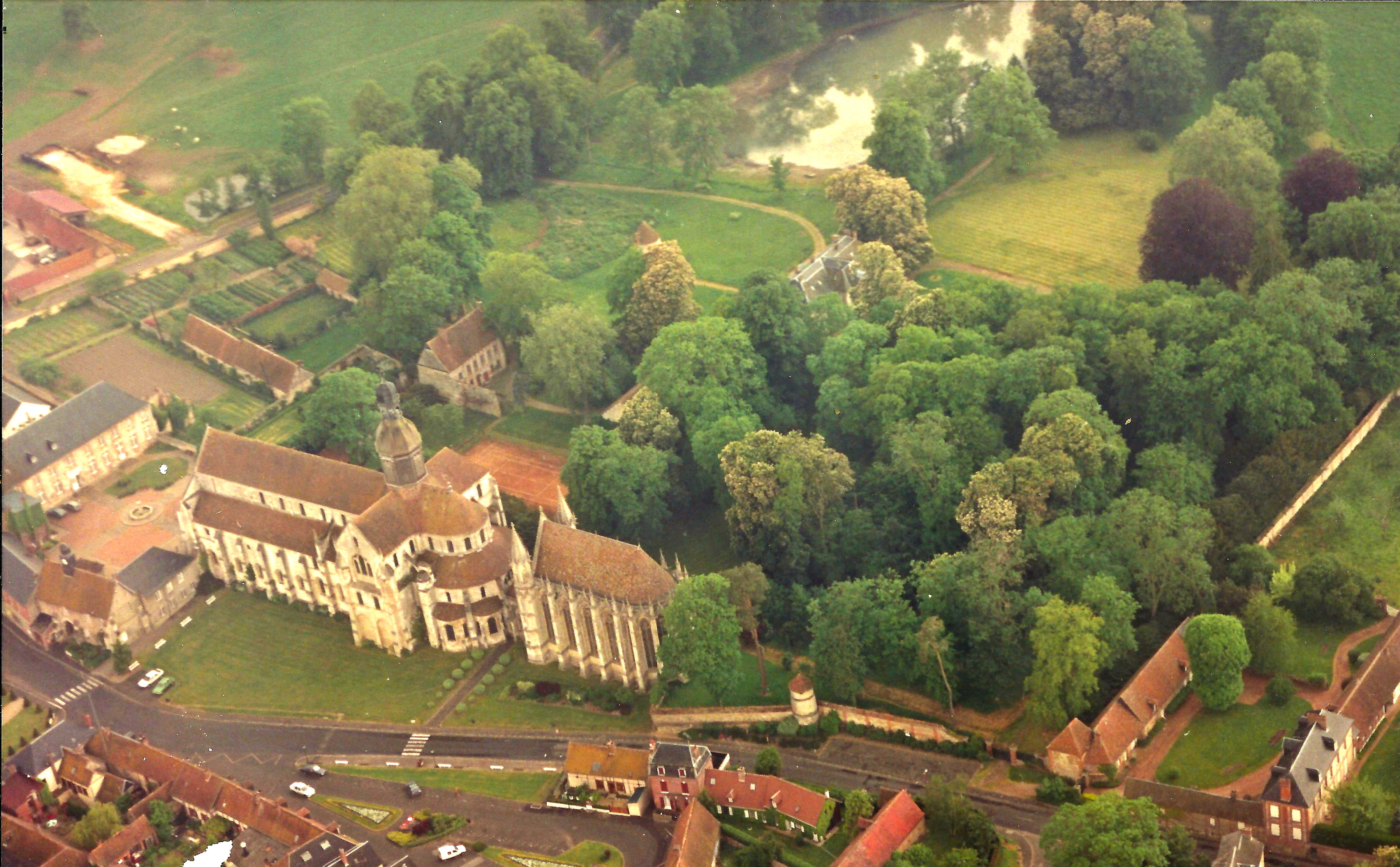
Luchtbeeld van de abdij

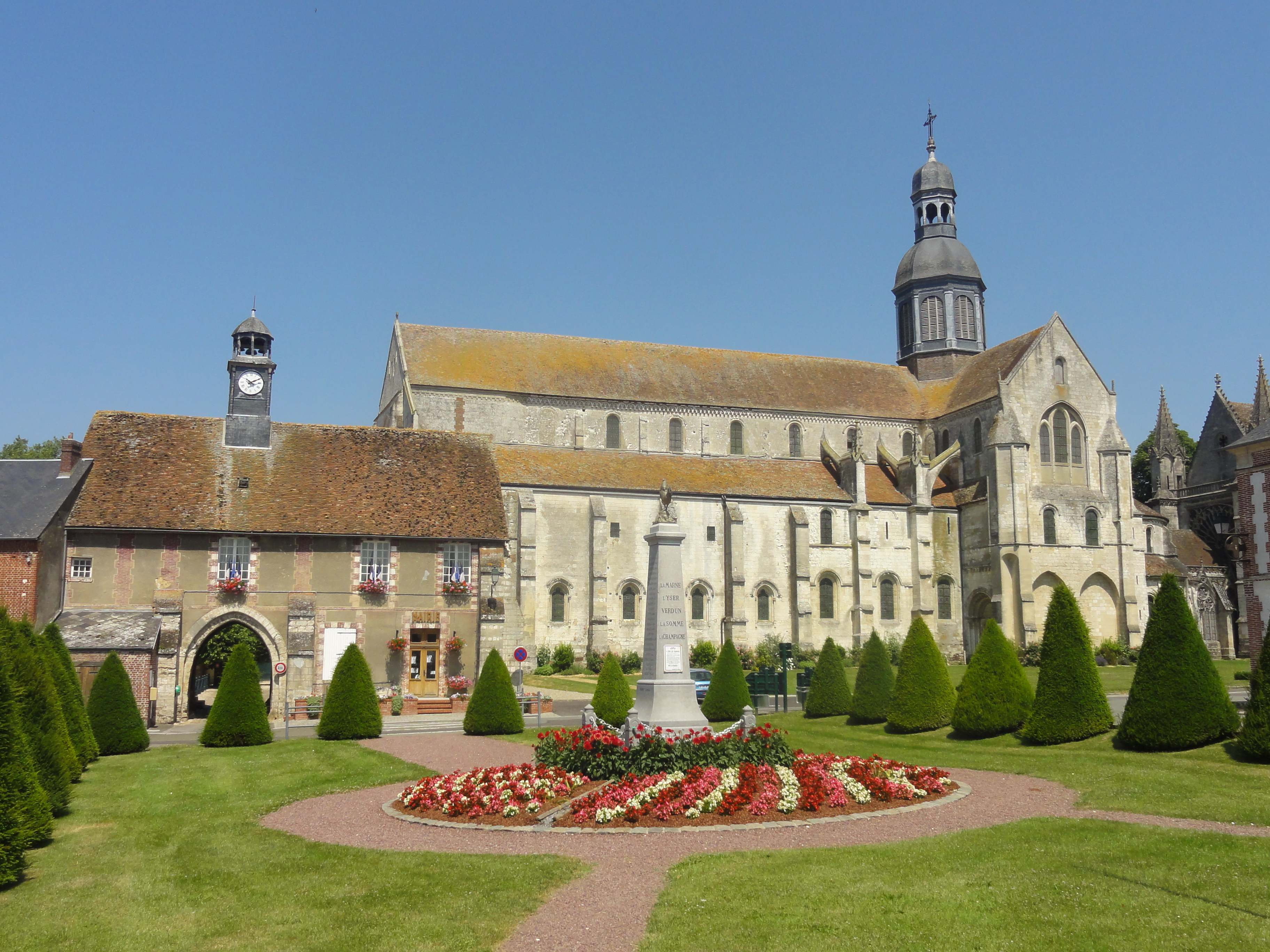
Zijaanzicht

De Abdij van Saint-Germer-de-Fly, ook wel Abdij van Flay genaamd, is een middeleeuws benedictijnenklooster in de Franse gemeente Saint-Germer-de-Fly in het departement Oise. De abdijkerk en de aangebouwde Sainte-Chapelle zijn bewaard en beschermd als monument historique.

## Geschiedenis
De stichter-abt van het klooster in 655 was Geremar van Flay, een hooggeplaatste edelman aan het hof van de Merovingische koningen Dagobert I en Clovis II. Begin 9e eeuw viel de abdij ten prooi aan de Vikingen. Onder Ansegisus werd ze heropgebouwd, maar in 851 keerden de Noormannen terug. Hoewel Karel de Kale de verwoeste abdij in 863 overdroeg aan het bisdom Beauvais, kwam het niet tot een herstel van het kloosterleven. Pas in 1036 nam bisschop Drogo van Beauvais het initiatief voor de heroprichting. De abdij zag in 1132 een deel van Geremars relieken terugkeren, die in veiligheid waren gebracht in Beauvais. Ze behoorde nu tot de orde der cisterziënzers en kwam tot grote bloei. De abdijkerk werd herbouwd in een romaanse stijl die reeds elementen van de gotiek aankondigde. De vijfentwintigste abt Pierre de Wessencourt liet rond 1260 een gotische Mariakapel optrekken, die sterk geïnspireerd was op de enkele jaren oudere Sainte-Chapelle.
In de Honderdjarige Oorlog had de abdij veel te lijden. Ze verloor haar westbouw en een zestal gewelven stortten in. Ook in 1414 waren oorlogshandelingen nefast. De monniken trokken zich terug in het kasteel van Le Coudray omdat een Engels-Bourgondisch leger de streek afschuimde. In deze refuge werden ze overvallen door Jean de Crèvecoeur en Hector de Saveuse, vazallen van Jan zonder Vrees. De monniken moesten fors losgeld betalen en de conventuele archieven afstaan, die zodoende teloorgingen.
De gemeenschap ging in 1644 over naar de benedictijnse Congregatie van Saint-Maur. Tijdens de Franse revolutie werd de abdij verkocht als nationaal goed. De kloostergebouwen werden in 1790 afgebroken maar de kerk werd gespaard. De noordelijke kruisbeuk, verzwakt door de afbraak van aanpalende gebouwen, werd in 1808 herbouwd en het gebedshuis kreeg een tweede leven als parochiekerk.

## Abdijkerk
De huidige abdijkerk dateert uit de 12e eeuw. Ze heeft de vorm van een Latijns kruis met een halfronde apsis. De combinatie van romaanse en gotische elementen getuigt van de complexe bouwgeschiedenis. Het bouwwerk is 65 meter lang en heeft 20 meter hoge gewelven. De eenvoudige westgevel dateert uit de 16e eeuw en de klokkentoren uit 1754.

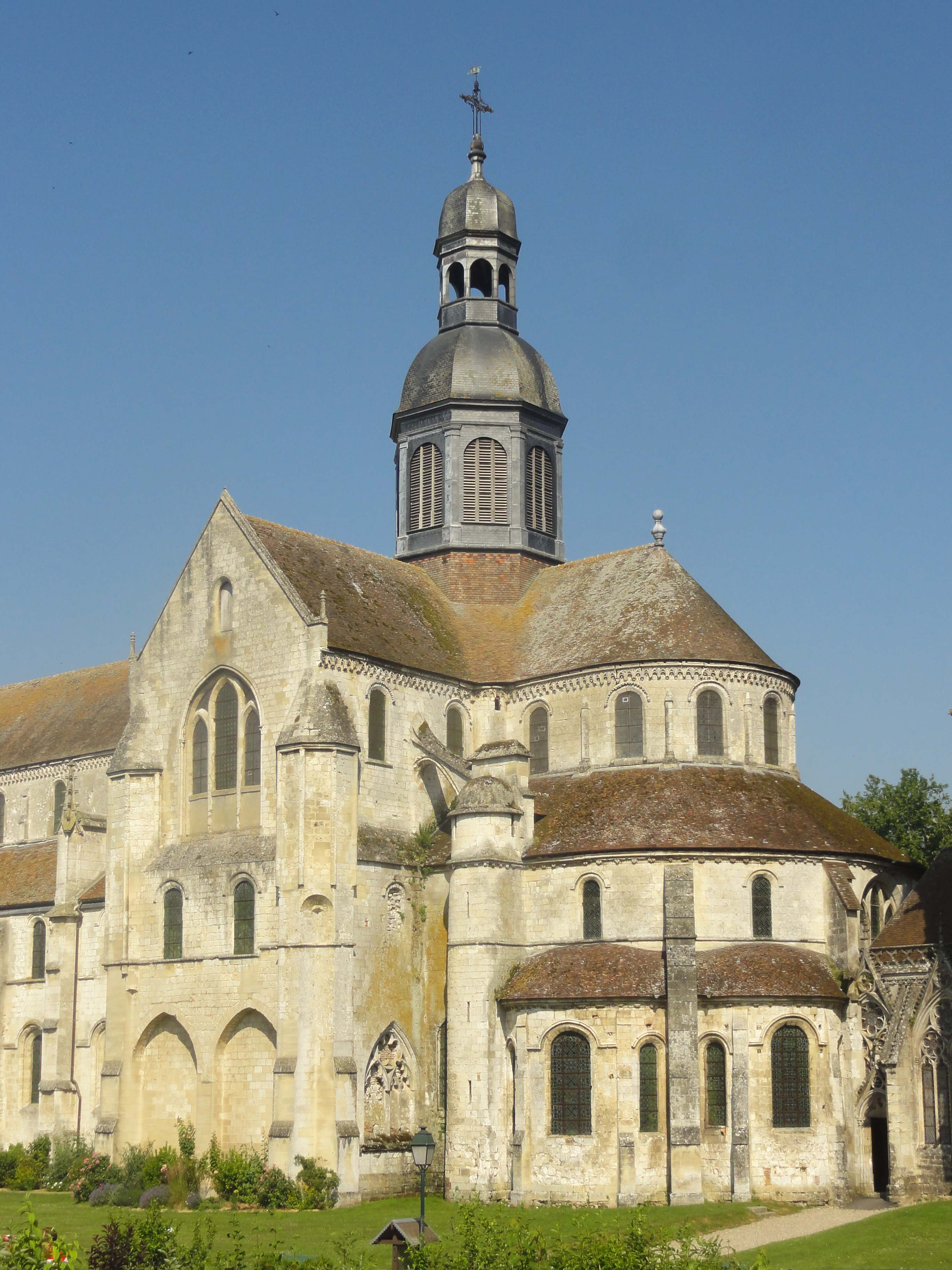
Apsis en klokkentoren
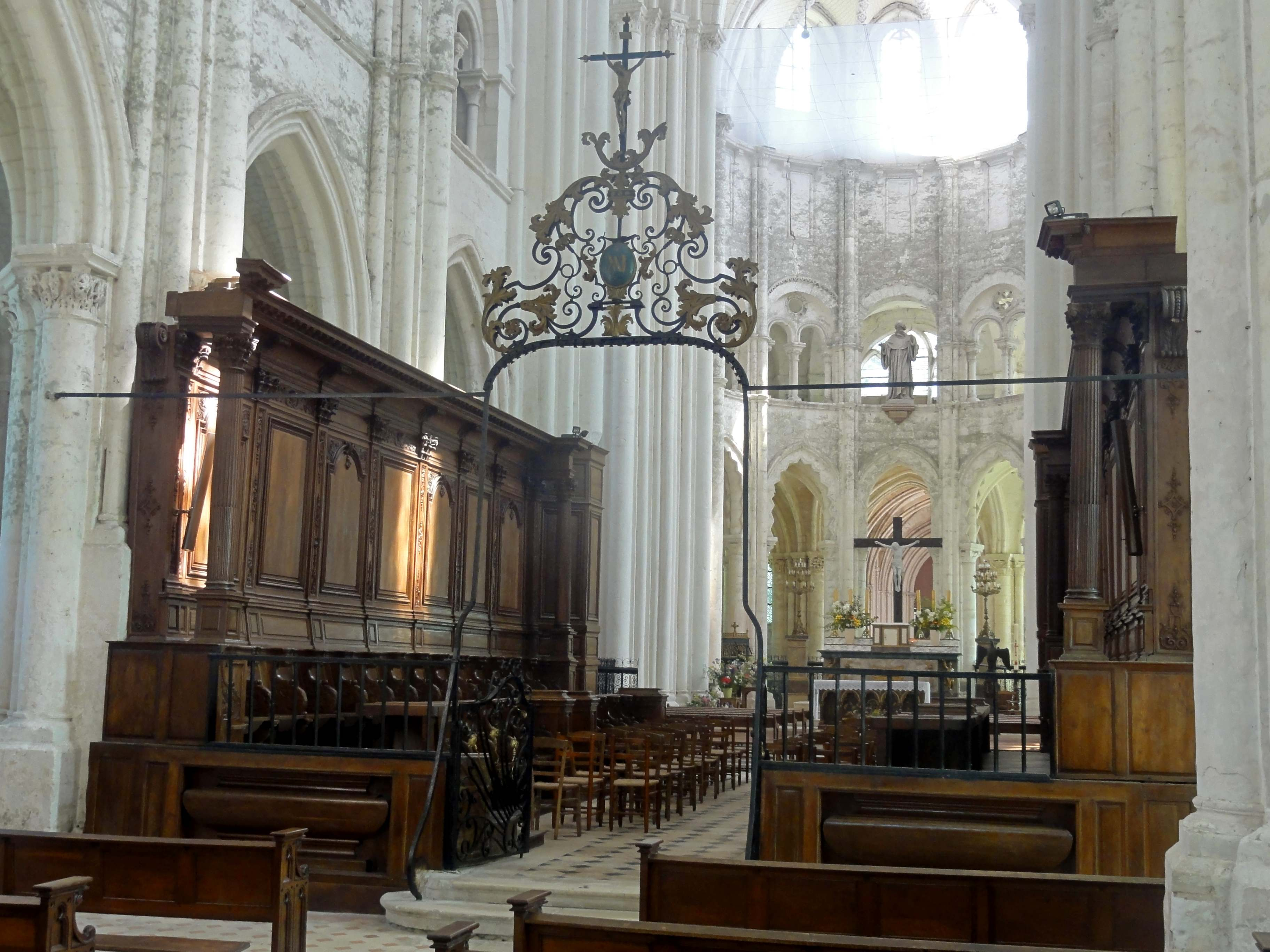
Kerkkoor
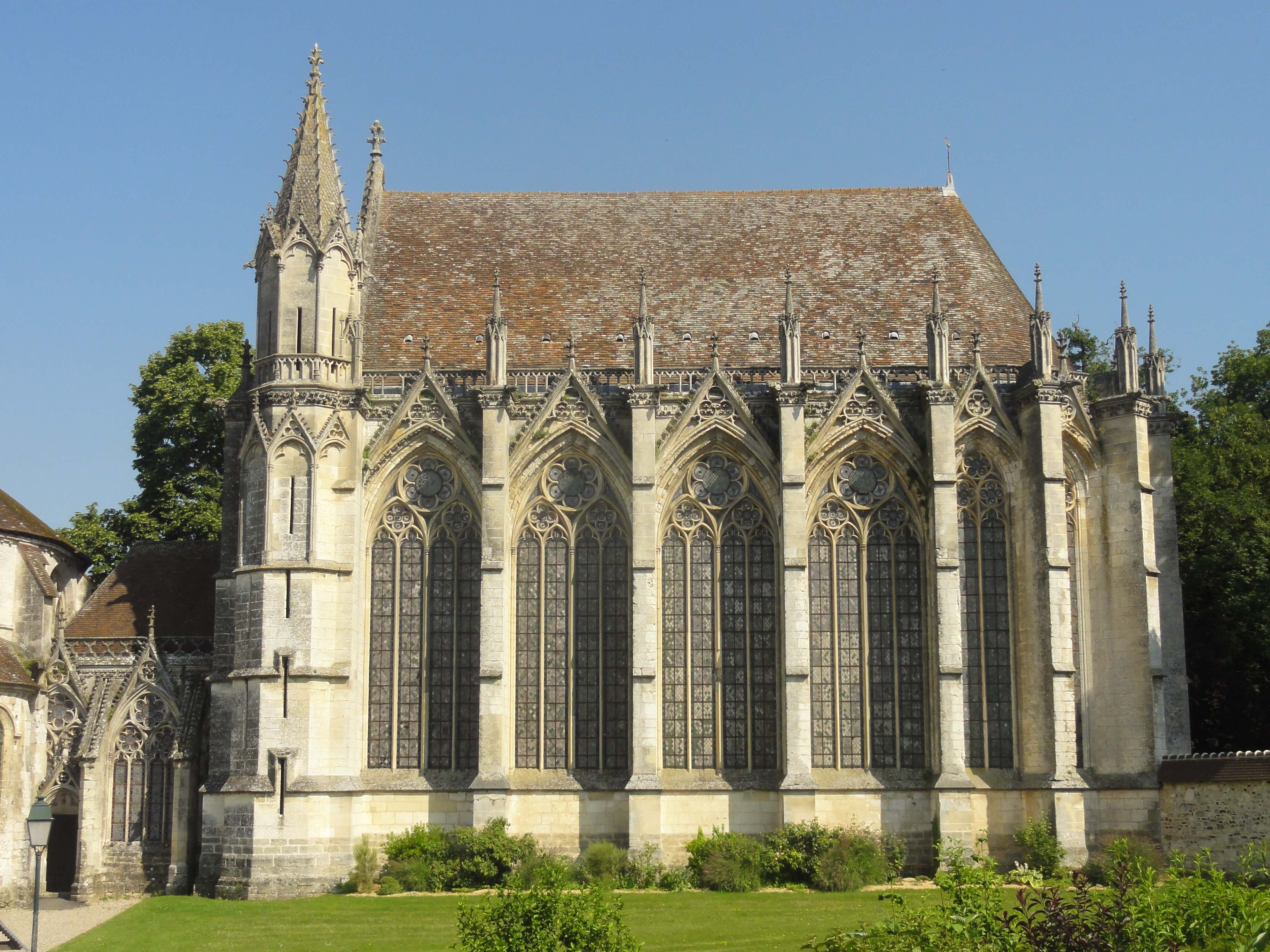
Zijgevel van de kapel
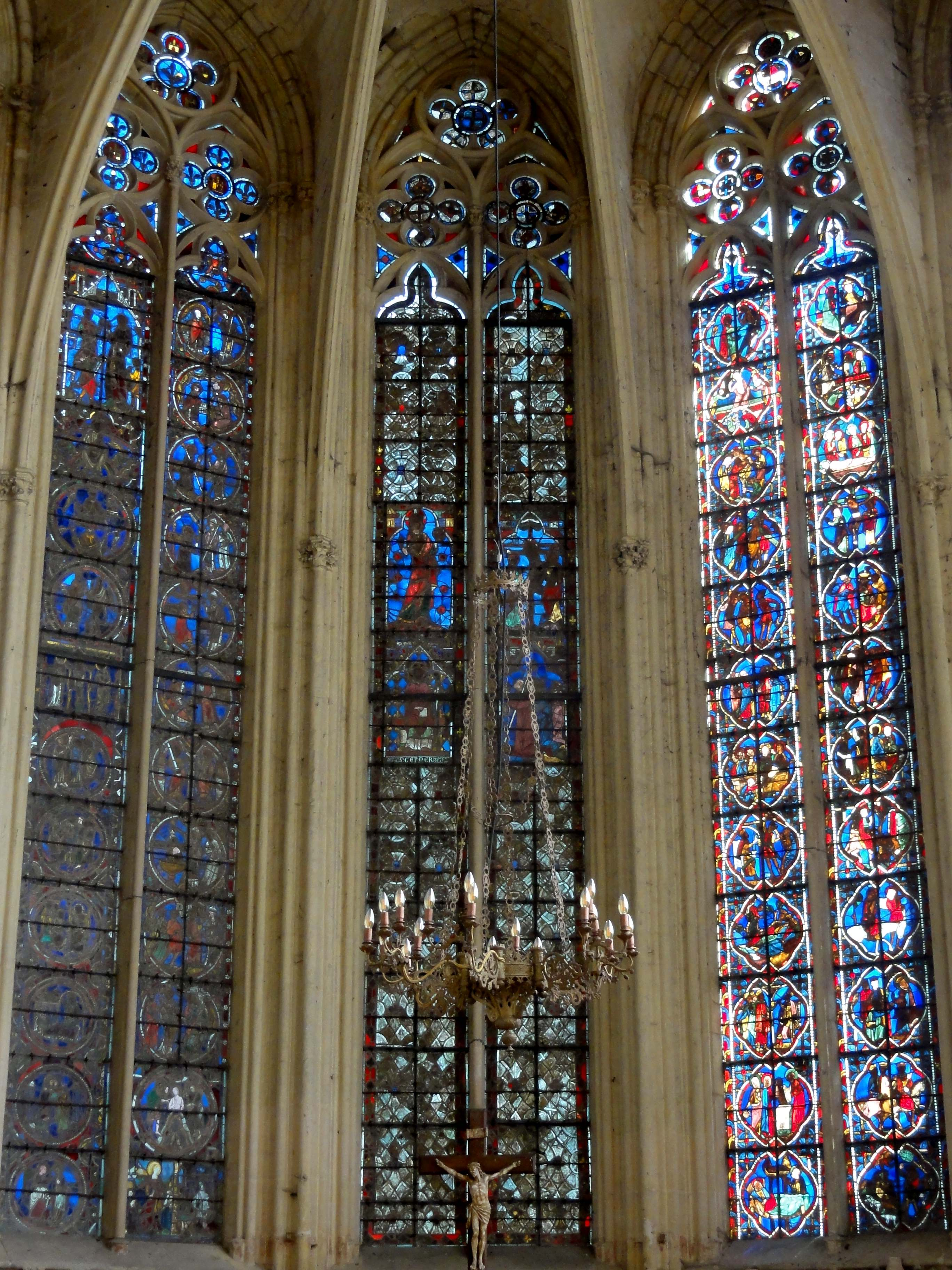
Glasramen in de kapel

## Mariakapel
Een eenbeukige Mariakapel is via een smalle doorgang verbonden met het koor van de abdijkerk. Deze oostelijke aanbouw in rayonante gotiek verrees in de jaren 1259-1267 naar het model van de slotkapel van Saint-Germain-en-Laye en van de Sainte-Chapelle in Parijs. Hoewel geen bouwmeester bekend is, wordt de stijl van Pierre de Montreuil herkend of minstens die van een dichte navolger. Het roosvenster in de westgevel is gemaakt naar dat in de noordelijke kruisbeuk van de kathedraal van Reims. Ook de vijf brandglasramen in het koor van de kapel zijn grotendeels origineel.

## Enkele abten
- Geremar van Flay
- Ansegisus
- Hincmar van Reims
- Scipion-Jérôme Begon
- Jean-Armand de Roquelaure